# Ion Geantă
Ion Geantă (* 12. September 1959; † 2. Juli 2019) war ein rumänischer Kanute.

## Erfolge
Ion Geantă nahm an zwei Olympischen Spielen teil. Bei den Olympischen Spielen 1980 in Moskau startete er dabei im Vierer-Kajak über die 1000-Meter-Distanz. In den Vorläufen verpasste die Mannschaft, zu der neben Geantă noch Mihai Zafiu, Vasile Dîba und Nicușor Eșanu gehörten, als Sechste die direkte Finalqualifikation und musste daher nochmals im Halbfinale antreten. Durch einen Sieg dort sicherte sich die Mannschaft schließlich doch noch einen Startplatz im Endlauf. Im Rennen um die Medaillen überquerten sie schließlich nach 3:15,35 Minuten als zweites Boot die Ziellinie, hinter den siegreichen Kanuten aus der DDR und nur eine Zehntelsekunde vor den Bulgaren, sodass sie die Silbermedaille gewannen.
Vier Jahre darauf in Los Angeles ging er mit Alexandru Dulău im Zweier-Kajak über 1000 Meter an den Start. Nach Rang fünf im Vorlauf mussten sie in den Hoffnungslauf, den sie auf Rang zwei beendeten. Die beiden schieden schließlich als Vierte ihres Halbfinallaufs aus.